# 爱情神话
《爱情神话》是一部中国大陆电影，由邵艺辉編劇和導演，徐峥监制，徐峥、马伊琍、吴越、倪虹洁、周野芒主演。电影於2021年12月24日在中国大陆上映，因该片是較為少见的沪语电影而引发地方关注。

## 剧情
該電影講述的是上海3位女性李小姐（马伊琍飾演）、蓓蓓（吴越飾演）、格洛瑞亚（倪虹洁飾演）与老白（徐峥飾演）的故事。

## 演员
| 演员                        | 角色     | 简介                                                                                      | 备注     |
| 徐 峥                       | 老 白    | 离婚多年的绘画教师，白鸽父亲。                                                            | 兼任監製 |
| 马伊琍                      | 李小姐   | 单身母亲，从事广告业。                                                                    |          |
| 吴 越                       | 蓓 蓓    | 老白前妻，白鸽母亲。喜欢探戈。                                                            |          |
| 倪虹洁                      | 格洛莉亚 | 老白的学生之一。有钱有闲、老公失踪的女人。                                                |          |
| 周野芒                      | 老 乌    | 老白好友。喜好交外国籍女朋友，号称有个“小联合国”。自述在欧洲与索非娅·罗兰有过短暂的情缘。 |          |
| 黃明昊                      | 白 鸽    | 妈宝男                                                                                    |          |
| 王影璐                      | 洋 洋    | 白鸽女友                                                                                  |          |
| 宁 理                       | 小皮匠   |                                                                                           |          |
| 张芝华                      | 白 母    | 老白的母亲。                                                                              |          |
| 吴 冕                       | 李 母    | 李小姐的母亲。                                                                            |          |
| 冯玛娅                      | Maya     | 李小姐年幼的女儿。混血儿。英文不好，被家长督促学习的英国人。                              |          |
| 哈姆扎·穆罕默德·纳吉·萨拉米 | 亚历山大 | 老白的租客，意大利人。                                                                    |          |

## 发行
中国大陆取得2.6亿票房，其中上海票房达1.05亿，占全国总票房的41.5%，上海约有215万人次观看过。

## 奖项及提名
| 年份   | 颁奖礼                               | 奖项                     | 入围者       | 结果 |
| ------ | ------------------------------------ | ------------------------ | ------------ | ---- |
| 2022年 | 第35届中国电影金鸡奖                 | 最佳故事片               | 爱情神话     | 提名 |
| 2022年 | 第35届中国电影金鸡奖                 | 最佳编剧                 | 邵艺辉       | 獲獎 |
| 2022年 | 第35届中国电影金鸡奖                 | 最佳男主角               | 徐峥         | 提名 |
| 2022年 | 第35届中国电影金鸡奖                 | 最佳男配角               | 周野芒       | 提名 |
| 2022年 | 第35届中国电影金鸡奖                 | 最佳女配角               | 吴越         | 提名 |
| 2022年 | 第35届中国电影金鸡奖                 | 最佳录音                 | 温波         | 提名 |
| 2022年 | 第35届中国电影金鸡奖                 | 最佳剪辑                 | 黄琼逸       | 獲獎 |
| 2023年 | 第19屆中國電影華表獎                 | 优秀故事片               | 《爱情神话》 | 提名 |
| 2023年 | 第1届金熊猫奖                        | 最佳女配角奖             | 倪虹洁       | 獲獎 |
| 2024年 | 中国电影导演协会2020年至2023年度表彰 | 年度电影（2021年度）     | 《爱情神话》 | 提名 |
| 2024年 | 中国电影导演协会2020年至2023年度表彰 | 年度导演（2021年度）     | 邵艺辉       | 提名 |
| 2024年 | 中国电影导演协会2020年至2023年度表彰 | 年度编剧（2021年度）     | 邵艺辉       | 獲獎 |
| 2024年 | 中国电影导演协会2020年至2023年度表彰 | 年度青年导演（2021年度） | 邵艺辉       | 獲獎 |
| 2024年 | 中国电影导演协会2020年至2023年度表彰 | 年度男演员（2021年度）   | 徐峥         | 提名 |
| 2024年 | 中国电影导演协会2020年至2023年度表彰 | 年度男演员（2021年度）   | 周野芒       | 提名 |
| 2024年 | 中国电影导演协会2020年至2023年度表彰 | 年度女演员（2021年度）   | 马伊琍       | 提名 |